# Tye McGinn
Tye McGinn (* 29. Juli 1990 in Fergus, Ontario) ist ein ehemaliger kanadischer Eishockeyspieler, der im Verlauf seiner aktiven Karriere zwischen 2007 und 2023 unter anderem annähernd 500 Spiele in der American Hockey League (AHL) auf der Position des linken Flügelstürmers bestritten hat. Darüber hinaus absolvierte McGinn weitere 89 Partien für die Philadelphia Flyers, San Jose Sharks, Arizona Coyotes und Tampa Bay Lightning in der National Hockey League (NHL). Seine beiden Brüder Jamie und Brock waren ebenfalls professionelle Eishockeyspieler.

## Karriere

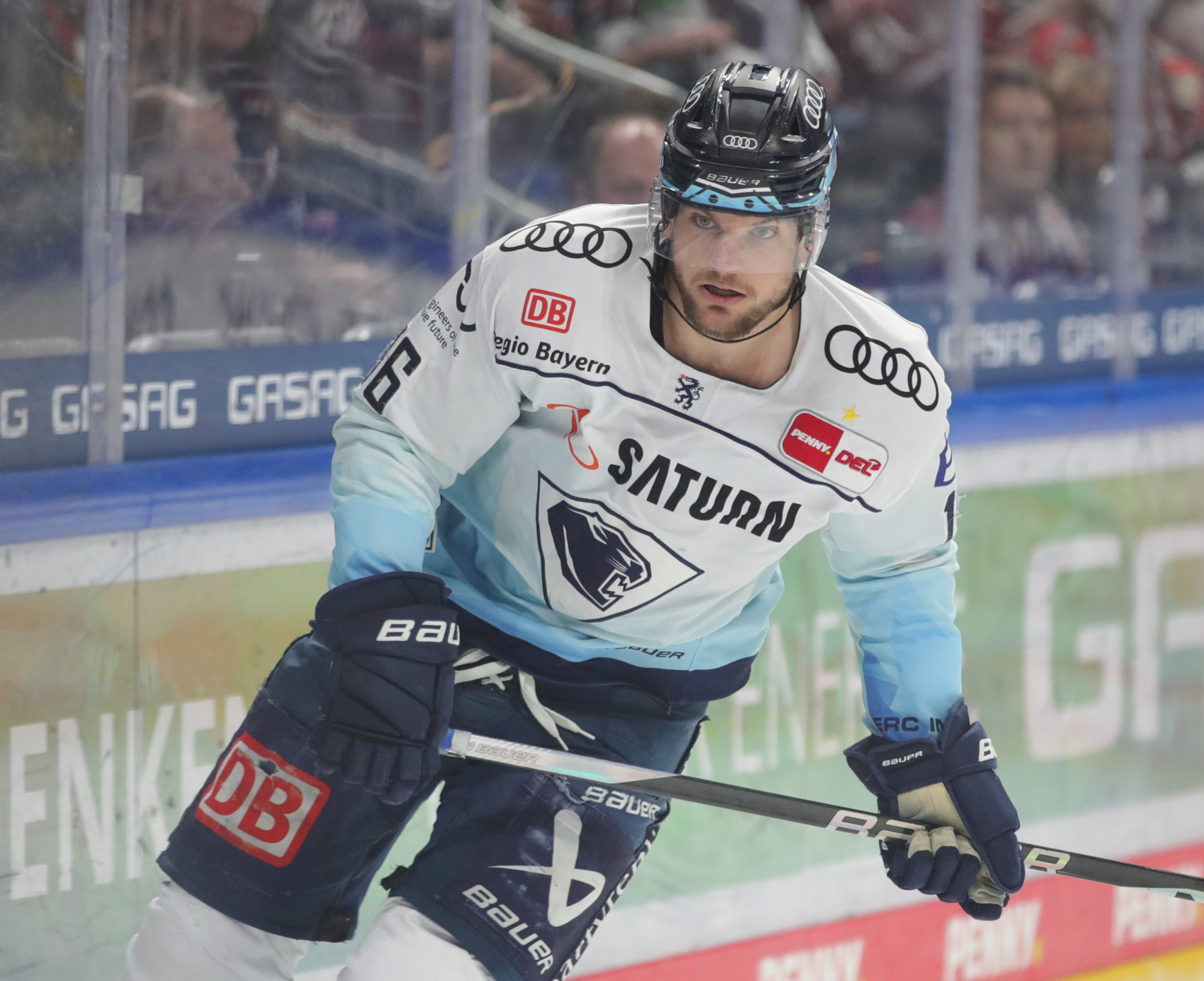
McGinn im Trikot des ERC Ingolstadt (2023)

McGinn spielte während seiner Juniorenzeit bis zum Frühjahr 2011 unter anderem für die Ottawa 67’s in der Ontario Hockey League und die Olympiques de Gatineau in der Ligue de hockey junior majeur du Québec (LHJMQ). Bereits im NHL Entry Draft 2010 war er in der vierten Runde an 119. Stelle von den Philadelphia Flyers aus der National Hockey League (NHL) ausgewählt worden, die ihn ein Jahr später unter Vertrag nahmen.
Nachdem der Stürmer die Saison 2011/12 komplett in der American Hockey League (AHL) bei den Adirondack Phantoms, dem Flyers-Farmteam, verbracht hatte, kam er im folgenden Spieljahr zu seinen ersten Einsätzen in der NHL. Große Teile verbrachte er aber auch wieder im AHL-Farmteam, ebenso erging es ihm im Spieljahr 2013/14. Im Juli 2014 verpflichteten die San Jose Sharks den Kanadier im Austausch für ein Drittrunden-Wahlrecht im NHL Entry Draft 2015 und gaben ihm umgehend einen Einjahresvertrag. Bis zum März 2016 gehörte McGinn – wie bereits zuvor sein älterer Bruder Jamie – der Organisation der Sharks an. Bei dem Versuch, ihn über die Waiver-Liste ins AHL-Farmteam abzugeben, sicherten sich die Arizona Coyotes die Vertragsrechte am damals 24-Jährigen. Dort beendete er schließlich die Saison 2014/15, um im Sommer 2015 zu den Tampa Bay Lightning zu wechseln. Dort kam er hauptsächlich bei den Syracuse Crunch in der AHL zu Einsätzen, bevor er im November 2017 samt Michael Leighton an die Arizona Coyotes abgegeben wurde und somit an seine alte Wirkungsstätte zurückkehrte. Im Gegenzug erhielten die Lightning Louis Domingue. Bei den Coyotes beendete McGinn die Saison 2017/18, erhielt jedoch keinen weiterführenden Vertrag, sodass er sich im September 2018 den Manitoba Moose aus der AHL anschloss. Diese transferierten ihn im Januar 2019 zum Ligakonkurrenten Chicago Wolves. In der Saison 2019/20 kam er auf 17 Tore und 13 Assists.
Im Januar 2021 wurde McGinn von den Fischtown Pinguins Bremerhaven aus der Deutschen Eishockey Liga (DEL) verpflichtet und absolvierte für diese 86 DEL-Partien. Im Juni 2022 wechselte er innerhalb der Liga zum ERC Ingolstadt, mit dem er in den Playoffs die Finalserie erreichte, dort allerdings dem späteren Meister EHC Red Bull München unterlag. Anschließend verließ McGinn den Klub und beendete seine aktive Karriere.

## Erfolge und Auszeichnungen
- 2023 Deutscher Vizemeister mit dem ERC Ingolstadt

## Karrierestatistik
(Legende zur Spielerstatistik: Sp oder GP = absolvierte Spiele; T oder G = erzielte Tore; V oder A = erzielte Assists; Pkt oder Pts = erzielte Scorerpunkte; SM oder PIM = erhaltene Strafminuten; +/− = Plus/Minus-Bilanz; PP = erzielte Überzahltore; SH = erzielte Unterzahltore; GW = erzielte Siegtore; 1 Play-downs/Relegation; Kursiv: Statistik nicht vollständig)